# Monasterio de Niencebas
El Monasterio de Niencebas (en latín Necebas) fue un antiguo monasterio cisterciense, el primero que se fundó en la península ibérica por la Orden del Císter, ubicado entre las actuales localidades de Fitero y Grávalos, y perteneciente al actual término municipal de la localidad riojana de Alfaro.

## Historia

### Villa de Niencebas
Villa castellana que se situaba en la falda meridional del monte Yerga en el actual límite entre Fitero y Alfaro junto al actual barranco del Cora, y el entoncesArroyo de la Fuente de los Cantares afluente del río Alhama. La escisión de los reinos de Pamplona y Aragón, con motivo del incumplimiento del testamento de Alfonso I (que había fallecido en septiembre de 1134), daría lugar a la definición de la nueva frontera entre ambos reinos entre sí y con Castilla. La situación de Niencebas por ser colindante con los dos reinos contendientes, la convertía en objeto del deseo de Pamplona y Aragón, lo que a la postre motivaría su despoblación pues la insoportable presión fronteriza ejercida y el desinterés de Castilla en retenerla, obligaría a sus pobladores a abandonar la villa en disputa en busca de otro emplazamiento más seguro.

### El monasterio
El monasterio de Niencebas fue fundado en el año 1140, por el monje cisterciense Raymond de Saint Gaudens (el que más tarde será conocido como San Raimundo de Fitero) y otra docena de monjes, tras la donación de Alfonso VII el Emperador de la villa desierta de Niencebas, hasta entonces propiedad de Pedro Tizón y doña Toda, a los citados monjes pertenecientes a la abadía cisterciense de Cabadur (posteriormente conocida como L'Escala Dieu). Alfonso VII con esta donación pretendía asegurar su frontera con el reino de Pamplona, y además asegurar los límites de la diócesis de Calahorra, con la de Tarazona por el río Alhama, ya que la primera era proclive a Castilla mientras que la segunda era pro-aragonesa. Esta fundación la conocemos gracias a la súplica que realizará años después el obispo calagurritano, Rodrigo de Cascante, reclamando ante el Papa los monasterios de Fitero y de Corella, que le había usurpado la diócesis turiasonense. En sus alegaciones Rodrigo deja constancia de que san Raimundo fue el primer abad de Niencebas y de que la iglesia de Niencebas fue consagrada el 2 de junio de 1141 por Sancho de Funes, su antecesor como obispo de la diócesis de Calahorra, entre 1117 y 1146.
La fundación queda acreditada por la visita del propio monarca al monasterio en 1146 para un encuentro con el rey pamplonés García Ramírez, y por la bula fundacional del monasterio fechada el 17 de septiembre de 1147, que fue expedida por el papa Eugenio III, en el propio monasterio de Cister, para Raimundo abad de Niencebas, y sus compañeros cistercienses, que decía: «Eugenius, Episcopus seruus seruorum Dei, dilectis filiis Raimundo Abbati de Nezeues eiusque fratribus tam presentibus quam futuris regularem uitam professis in perpetuum» 
El monasterio funcionó durante 12 años como una instalación provisional tal y cómo era habitual en la fundación de los monasterios benedictinos-cistercienses. Los monasterios del Císter requerían la construcción de un primer monasterio provisional en el que residir, mientras se decidía el lugar en el que se edificaría el monasterio definitivo y, sobre todo, durante los años en los que se ejecutaba la construcción de su iglesia y las dependencias de las que se componía, sin las que no podía funcionar de acuerdo con la regla de San Benito (cómo pasó con Cabadur y L'Escaladieu).  Por tanto Niencebas funcionó mientras se preparaba su ubicación definitiva en los alrededores de la villa castellana de Tudején (actual despoblado del término municipal de Fitero), al que sería el monasterio de Castellón-Fitero. 
En 1152 se trasladarían definitivamente tras la autorización del obispo de Calahorra, Rodrigo de Cascante, que bendeciría la nueva iglesia de Castellón.

### La granja de Niencebas
A partir de 1152, Niencebas aparece citado como una granja o priorato del Monasterio de Santa María la Real de Fitero, al igual que La Oliva, Veruela, San Bartolomé de la Noguera y Casanueva. Estas granjas tenían una labor de control y gestión del comercio de sus propios excedentes agropecuarios en las poblaciones cercanas, generando importantes ingresos para el mantenimiento del monasterio.

## Arquitectura
Aunque a día de hoy apenas quedan restos del monasterio, probablemente por su situación inicial de carácter provisional, por los documentos históricos existentes, podemos saber que contaba con iglesia u oratorio, un refectorio, un dormitorio, una portería y una hospedería. Todas ellas construidas en madera, estaban inscritas en un recinto cerrado por una empalizada, incluidos los talleres y huertos. 
Posteriormente, las dependencias de lo que sería "la granja" pasarían a ser de mampostería y sillería de piedra, sufriendo varios derribos y reconstrucciones a lo largo de la historia, desfigurando su estética original, siendo estos los restos que quedan actualmente.
Además cerca del emplazamiento del monasterio, en el antiguo camino real de Alfaro hacia tierras de Ágreda y Soria, se encuentran las ruinas de La Venta del Pillo en cuya construcción, sobre 1442, se emplearon grandes sillares de piedra de origen cisterciense o incluso romanos.